# Berufsorientierungsbüro
Das Berufsorientierungsbüro  (BOB) ist ein an nordrhein-westfälischen Schulen aus öffentlichen Mitteln geförderter Raum, der bevorzugt zur Berufswahlorientierung genutzt wird. Die Schüler können im BOB Bewerbungen schreiben, im Internet nach Ausbildungsplätzen recherchieren und sich in der Mediothek über Ausbildungsberufe informieren. Auch Beratungsgespräche bezüglich der Berufswahl und Ausbildungsplatzsuche mit dem Studien- und Berufsorientierungskoordinator (StuBO-Koordinator) oder dem Berufsberater der Agentur für Arbeit finden dort statt. 
Aufgrund der landesweiten Unterstützung durch die Stiftung Zukunft fördern der Regionalagentur Nordrhein-Westfalen und der Landesregierung von Nordrhein-Westfalen werden seit dem Jahr 2008 vor allem Förder-, Haupt- und Gesamtschulen in NRW mit einem BOB ausgestattet.